# Ternana Calcio 1974-1975
Questa voce raccoglie le informazioni riguardanti la Ternana Calcio nelle competizioni ufficiali della stagione 1974-1975.

## Stagione
Nella sua seconda stagione in Serie A, la Ternana rimase costantemente nelle posizioni di bassa classifica retrocedendo in Serie B con una giornata di anticipo sulla fine del campionato. Ben diverso fu il comportamento della squadra in Coppa Italia, che lottò contro la Fiorentina per la qualificazione al secondo turno, uscendone sconfitta pur rimanendo imbattuta nel girone.

## Divisa e sponsor
| Casa |

## Organigramma societario
Area direttiva
Presidente: Giorgio Taddei
Segretario: Varo Conti
Area tecnica
Allenatore: Enzo Riccomini
Area sanitaria
Medico sociale: Giuliano Taviani
Massaggiatore: Luciano Mandolini

## Rosa
| N. |                   | Ruolo | Calciatore        |
| -- | ----------------- | ----- | ----------------- |
|    | Italia (bandiera) | P     | Graziano De Luca  |
|    | Italia (bandiera) | P     | Luigi Iachini     |
|    | Italia (bandiera) | P     | Aldo Nardin       |
|    | Italia (bandiera) | D     | Fernando Benatti  |
|    | Italia (bandiera) | D     | Dario Dolci       |
|    | Italia (bandiera) | D     | Danilo Ferrari    |
|    | Italia (bandiera) | D     | Giovanni Masiello |
|    | Italia (bandiera) | D     | Loriano Perugini  |
|    | Italia (bandiera) | D     | Gianfranco Platto |
|    | Italia (bandiera) | D     | Angelino Rosa     |
|    | Italia (bandiera) | C     | Carmelo Bagnato   |
|    | Italia (bandiera) | C     | Pietro Biagini    |
|    | Italia (bandiera) | C     | Sandro Crivelli   |

| N. |                   | Ruolo | Calciatore          |
| -- | ----------------- | ----- | ------------------- |
|    | Italia (bandiera) | C     | Rino Gritti         |
|    | Italia (bandiera) | C     | Franco Panizza      |
|    | Italia (bandiera) | C     | Stefano Poccioli    |
|    | Italia (bandiera) | C     | Franco Selvaggi     |
|    | Italia (bandiera) | C     | Ermenegildo Valle   |
|    | Italia (bandiera) | C     | Giuseppe Valà       |
|    | Italia (bandiera) | A     | Sandro Crispino     |
|    | Italia (bandiera) | A     | Ferdinando Donati   |
|    | Italia (bandiera) | A     | Salvatore Garritano |
|    | Italia (bandiera) | A     | Lanfranco Gregori   |
|    | Italia (bandiera) | A     | Carlo Jacomuzzi     |
|    | Italia (bandiera) | A     | Carlo Petrini       |
|    | Italia (bandiera) | A     | Nicola Traini       |

## Risultati

### Serie A

#### Girone di andata
| Arbitro: | Agnolin (Bassano del Grappa) |

|  |           |              |
|  | Marcatori | 45’ Desolati |

| Arbitro: | Lazzaroni (Milano) |

|                       |           |             |
| Festa 60’ Rognoni 65’ | Marcatori | 75’ Panizza |

| Arbitro: | Reggiani (Bologna) |

|  |           |                           |
|  | Marcatori | 53’ Novellini 76’ S. Gori |

| Arbitro: | Gialluisi (Barletta) |

|            |           |                      |
| Traini 61’ | Marcatori | 86’ (rig.) Chinaglia |

| Arbitro: | Moretto (San Donà di Piave) |

|                 |           |               |
| F. Graziani 29’ | Marcatori | 49’ Garritano |

| Arbitro: | Trono (Torino) |

|                          |           |  |
| Garritano 41’ Traini 86’ | Marcatori |  |

| Arbitro: | Lenardon (Siena) |

|             |           |  |
| Galuppi 23’ | Marcatori |  |

| Arbitro: | Levrero (Genova) |

|                |           |              |
| G. Savoldi 10’ | Marcatori | 81’ Masiello |

| Arbitro: | Menegali (Roma) |

|            |           |             |
| Gritti 24’ | Marcatori | 69’ Valente |

| Arbitro: | Panzino (Catanzaro) |

|             |           |  |
| Bertini 81’ | Marcatori |  |

| Terni 22 dicembre 1974 11ª giornata | Ternana           | 0 – 0 | Napoli | Stadio Libero Liberati\| Arbitro: \| Gussoni (Tradate) \| |
| Arbitro:                            | Gussoni (Tradate) |       |        |                                                           |

| Arbitro: | Ciacci (Firenze) |

|             |           |  |
| Panizza 47’ | Marcatori |  |

| Arbitro: | Prati (Parma) |

|                               |           |  |
| Damiani 33’ (rig.) Causio 80’ | Marcatori |  |

| Arbitro: | Reggiani (Bologna) |

|                                    |           |                       |
| De Sisti 23’ (aut.) C. Petrini 56’ | Marcatori | 8’ Prati 49’ De Sisti |

| Arbitro: | Benedetti (Roma) |

|                           |           |               |
| Bigon 6’ Calloni 50’, 53’ | Marcatori | 4’ C. Petrini |

#### Girone di ritorno
| Arbitro: | Ciulli (Roma) |

|                                |           |  |
| E. Pellegrini 63’ Saltutti 89’ | Marcatori |  |

| Arbitro: | Levrero (Genova) |

|            |           |  |
| Traini 72’ | Marcatori |  |

| Arbitro: | Michelotti (Parma) |

|                      |           |  |
| S. Gori 33’ Nené 51’ | Marcatori |  |

| Roma 23 febbraio 1975 19ª giornata | Lazio            | 0 – 0 | Ternana | Stadio Olimpico\| Arbitro: \| Lenardon (Siena) \| |
| Arbitro:                           | Lenardon (Siena) |       |         |                                                   |

| Arbitro: | Gussoni (Tradate) |

|                               |           |                 |
| Benatti 45’ (rig.) Traini 85’ | Marcatori | 17’ F. Graziani |

| Arbitro: | Lattanzi (Roma) |

|              |           |            |
| Maggiora 62’ | Marcatori | 82’ Gritti |

| Terni 16 marzo 1975 22ª giornata | Ternana          | 0 – 0 | Lanerossi Vicenza | Stadio Libero Liberati\| Arbitro: \| Gonella (Torino) \| |
| Arbitro:                         | Gonella (Torino) |       |                   |                                                          |

| Terni 23 marzo 1975 23ª giornata | Ternana          | 0 – 0 | Bologna | Stadio Libero Liberati\| Arbitro: \| Casarin (Milano) \| |
| Arbitro:                         | Casarin (Milano) |       |         |                                                          |

| Arbitro: | Barbaresco (Cormons) |

|                     |           |  |
| Maraschi 22’ (rig.) | Marcatori |  |

| Terni 6 aprile 1975 25ª giornata | Ternana            | 0 – 0 | Inter | Stadio Libero Liberati\| Arbitro: \| Reggiani (Bologna) \| |
| Arbitro:                         | Reggiani (Bologna) |       |       |                                                            |

| Arbitro: | R. Lattanzi (Roma) |

|                                                                      |           |            |
| La Palma 4’ Massa 17’, 73’ Esposito 25’ Clerici 40’ Braglia 46’, 87’ | Marcatori | 75’ Donati |

| Arbitro: | Serafino (Roma) |

|             |           |  |
| Morello 25’ | Marcatori |  |

| Arbitro: | Gussoni (Tradate) |

|  |           |                        |
|  | Marcatori | 33’ Bettega 63’ Causio |

| Arbitro: | Lazzaroni (Milano) |

|                                         |           |                              |
| Prati 10’, 60’, 85’ (rig.) De Sisti 49’ | Marcatori | 15’ C. Petrini 83’ Garritano |

| Arbitro: | Gonella (Torino) |

|             |           |                          |
| Benatti 34’ | Marcatori | 59’, 60’, 73’ E. Calloni |

### Coppa Italia

#### Primo turno
| Arbitro: | Vannucchi (Bologna) |

|            |           |                |
| Traini 60’ | Marcatori | 78’ Lorenzetti |

| Arbitro: | Prati (Parma) |

|  |           |                |
|  | Marcatori | 27’ C. Petrini |

| Arbitro: | Trono (Torino) |

|           |           |                    |
| Roggi 49’ | Marcatori | 89’ (rig.) Benatti |

| Arbitro: | Trinchieri (Reggio Emilia) |

|                                             |           |  |
| C. Petrini 33’, 73’, 76’, 82’ Garritano 39’ | Marcatori |  |

## Statistiche

### Statistiche di squadra
| Competizione | Punti | In casa | In casa | In casa | In casa | In casa | In casa | In trasferta | In trasferta | In trasferta | In trasferta | In trasferta | In trasferta | Totale | Totale | Totale | Totale | Totale | Totale | DR  |
| Competizione | Punti | G       | V       | N       | P       | Gf      | Gs      | G            | V            | N            | P            | Gf           | Gs           | G      | V      | N      | P      | Gf     | Gs     | DR  |
| ------------ | ----- | ------- | ------- | ------- | ------- | ------- | ------- | ------------ | ------------ | ------------ | ------------ | ------------ | ------------ | ------ | ------ | ------ | ------ | ------ | ------ | --- |
| Serie A      | -     | 15      | 4       | 7       | 4       | 11      | 13      | 15           | 0            | 4            | 11           | 8            | 29           | 30     | 4      | 11     | 15     | 19     | 42     | -23 |
| Coppa Italia | -     | 2       | 1       | 1       | 0       | 6       | 1       | 2            | 1            | 1            | 0            | 2            | 1            | 4      | 2      | 2      | 0      | 8      | 2      | +6  |
| Totale       | -     | 17      | 5       | 8       | 4       | 17      | 14      | 17           | 1            | 5            | 11           | 10           | 30           | 34     | 6      | 13     | 15     | 27     | 44     | -17 |

### Statistiche dei giocatori[4]
| Giocatore    | Serie A  | Serie A | Serie A     | Serie A    | Coppa Italia | Coppa Italia | Coppa Italia | Coppa Italia | Totale   | Totale | Totale      | Totale     |
| Giocatore    | Presenze | Reti    | Ammonizioni | Espulsioni | Presenze     | Reti         | Ammonizioni  | Espulsioni   | Presenze | Reti   | Ammonizioni | Espulsioni |
| ------------ | -------- | ------- | ----------- | ---------- | ------------ | ------------ | ------------ | ------------ | -------- | ------ | ----------- | ---------- |
| C. Bagnato   | 2        | 0       | ?           | ?          | -            | -            | -            | -            | 2        | 0      | 0+          | 0+         |
| F. Benatti   | 29       | 2       | ?           | ?          | 4            | 1            | ?            | ?            | 33       | 3      | ?           | ?          |
| P. Biagini   | 7        | 0       | ?           | ?          | 2            | 0            | ?            | ?            | 9        | 0      | ?           | ?          |
| S. Crispino  | 3        | 0       | ?           | ?          | -            | -            | -            | -            | 3        | 0      | 0+          | 0+         |
| S. Crivelli  | 27       | 0       | ?           | ?          | 4            | 0            | ?            | ?            | 31       | 0      | ?           | ?          |
| D. Dolci     | 21       | 0       | ?           | ?          | 3            | 0            | ?            | ?            | 24       | 0      | ?           | ?          |
| F. Donati    | 29       | 1       | ?           | ?          | 4            | 0            | ?            | ?            | 33       | 1      | ?           | ?          |
| D. Ferrari   | 1        | 0       | ?           | ?          | -            | -            | -            | -            | 1        | 0      | 0+          | 0+         |
| S. Garritano | 18       | 3       | ?           | ?          | 2            | 1            | ?            | ?            | 20       | 4      | ?           | ?          |
| R. Gritti    | 22       | 2       | ?           | ?          | 4            | 0            | ?            | ?            | 26       | 2      | ?           | ?          |
| C. Jacomuzzi | -        | -       | -           | -          | 2            | 0            | ?            | ?            | 2        | 0      | 0+          | 0+         |
| G. Masiello  | 21       | 1       | ?           | ?          | 3            | 0            | ?            | ?            | 24       | 1      | ?           | ?          |
| A. Nardin    | 30       | -42     | ?           | ?          | 4            | -2           | ?            | ?            | 34       | -44    | ?           | ?          |
| F. Panizza   | 28       | 2       | ?           | ?          | 2            | 0            | ?            | ?            | 30       | 2      | ?           | ?          |
| C. Petrini   | 21       | 3       | ?           | ?          | 4            | 5            | ?            | ?            | 25       | 8      | ?           | ?          |
| G. Platto    | 24       | 0       | ?           | ?          | 2            | 0            | ?            | ?            | 26       | 0      | ?           | ?          |
| A. Rosa      | 30       | 0       | ?           | ?          | 4            | 0            | ?            | ?            | 34       | 0      | ?           | ?          |
| F. Selvaggi  | 1        | 0       | ?           | ?          | 1            | 0            | ?            | ?            | 2        | 0      | ?           | ?          |
| N. Traini    | 21       | 4       | ?           | ?          | 3            | 1            | ?            | ?            | 24       | 5      | ?           | ?          |
| G. Valà      | 15       | 0       | ?           | ?          | 3            | 0            | ?            | ?            | 18       | 0      | ?           | ?          |
| E. Valle     | 6        | 0       | ?           | ?          | -            | -            | -            | -            | 6        | 0      | 0+          | 0+         |